# Alicia Toublanc
Alicia Toublanc (Saint-Brieuc, 3 de maio de 1996) é uma jogadora de handebol francesa.

## Carreira
Originária de Saint-Jean-Kerdaniel, Alicia Toublanc estreou-se no clube ALS Plouagat Handball. Ingressou no centro de treinamento de Handebol de Brest Bretagne em 2014. A partir da temporada 2015-2016, ela foi convocada para o time titular 6 e se tornou a número dois na posição de ala direita durante a temporada 2016-2017, que viu o Brest Bretagne Handball chegar à final do campeonato francês.
Depois de duas graves lesões no joelho em 2015 e 2017, ela se reafirmou na rotação da ponta direita durante a temporada 2018-2019, atrás de Pauline Coatanea e ao lado de Marie Prouvensier. Em fevereiro de 2019, ela estende seu contrato por duas temporadas com o Brest Bretagne Handball. No final da temporada, ela participou da final da Copa da França perdida para o Metz.
No verão de 2019, na ausência de muitos regulares deixados para descansar e durante uma grande revisão de pessoal, ela foi selecionada para um curso de preparação com a seleção francesa. Foi finalmente em outubro de 2021 que ela fez sua primeira seleção pelos Les Bleues, marcando 8 gols em 2 partidas. Ela foi então selecionada para a seleção nacional para a Copa do Mundo de 2021 e teve um desempenho convincente (21 gols em 9 partidas).
Dois anos depois, fez parte da equipe que se sagrou campeã mundial de 2023. Nos Jogos Olímpicos de Verão de 2024, em Paris, conquistou a medalha de prata no torneio feminino do handebol, após confronto na final contra a equipe norueguesa.